# Sparkman
Sparkman is een plaats (city) in de Amerikaanse staat Arkansas, en valt bestuurlijk gezien onder Dallas County.

## Demografie
Bij de volkstelling in 2000 werd het aantal inwoners vastgesteld op 586.
In 2006 is het aantal inwoners door het United States Census Bureau geschat op 525, een daling van 61 (-10,4%).

## Geografie
Volgens het United States Census Bureau beslaat de plaats een oppervlakte van
3,4 km², geheel bestaande uit land. Sparkman ligt op ongeveer 52 m boven zeeniveau.

## Geboren
- Jim Ed Brown (1934-2015), zanger

## Plaatsen in de nabije omgeving
De onderstaande figuur toont nabijgelegen plaatsen in een straal van 32 km rond Sparkman.